# Anthene minima
Anthene minima är en fjärilsart som beskrevs av Henry Trimen 1893. Anthene minima ingår i släktet Anthene och familjen juvelvingar. Inga underarter finns listade i Catalogue of Life.